# Jacqueline van Maarsen
Jacqueline Yvonne Meta van Maarsen (30. ledna 1929 Amsterdam – 13. února 2025) byla nizozemská spisovatelka a knihkupkyně. Nejvíce se proslavila svým přátelstvím s Anne Frankovou. Její křesťanská matka dokázala během druhé světové války odstranit z občanských průkazů rodiny znaky J (Žid), čímž pomohla van Maarsenovým uniknout nacistům.

## Životopis
Narodila se v Amsterdamu nizozemskému Židovi Samuelu van Maarsenovi a Francouzce Eulalii Julienne Alice van Maarsenové. Měla sestru Christiane.
Studovala na základní škole v Amsterdamu až do roku 1940, kdy Německo napadlo Nizozemsko. Poté musela přejít na židovské lyceum. V židovské škole se spřátelila s mnoha dívkami, mimo jiné s Annou Frankovou. Staly se nejlepšími kamarádkami. V červenci 1942 se Annina rodina musela začít skrývat, čímž jejich přátelství skončilo.
Anne Franková své kamarádce Jacqueline van Maarsenové napsala omluvný dopis, avšak ta jej dostala až několik let po válce.
Nacistické jednotky mezitím zatýkaly Židy po celém Německu. Jacqueline van Maarsen byla poloviční Židovka a celá rodina měla strach ze zatčení. Její matce se podařilo odstranit z rodinných průkazů znaky „J“ (Žid). To rodině pomohlo uniknout před nacisty a umožnilo Jacqueline přestoupit z židovské školy zpět do všeobecného vzdělávání.
Většina příbuzných z otcovy strany zahynula v nacistických koncentračních táborech, včetně Osvětimi a Sobiboru.
Po válce se dozvěděla, že Anne válku nepřežila. Její otec Otto Frank se s Van Maarsenovou spojil a ta patřila mezi první lidi, kterým ukázal Annin deník. Ten vyšel v roce 1947 pod názvem Deník Anne Frankové.
V roce 1954 se provdala za svého přítele z dětství Ruuda Sanderse. Měli spolu tři děti. O svém přátelství s Annou Frankovou napsala pět knih. Stala se uznávanou spisovatelkou.
Zemřela 13. února 2025 ve věku 96 let.